# Anders IPA
Anders IPA is een Belgisch bier van hoge gisting.
Het bier wordt gebrouwen in Brouwerij Anders! te Halen. 
Het is een amberkleurig bier, type IPA met een alcoholpercentage van 6%. Het wordt gebrouwen met vier Amerikaanse en een Nieuw-Zeelandse hop, heeft een fruitig aroma (vooral pompelmoes) en hop en pompelmoes in de smaak met een droge hopbittere afdronk. Het bier behaalde in 2013 de tweede plaats op het Zythos bierfestival.